# Licopeno
Licopeno é substância carotenóide (hidrocarboneto carotenóide) que dá a cor avermelhada ao tomate, melancia, goiaba, entre outros alimentos. É antioxidante que, absorvido pelo organismo, ajuda a impedir e reparar os danos às células causados pelos radicais livres. 
Os radicais livres são produzidos durante funções normais do corpo humano, como respiração e atividade física. Também são formados como resultado do hábito de fumar, superexposição ao sol, poluição do ar, excesso de ingestão de alimentos e estresse. São altamente reativos e, se não controlados, podem danificar as moléculas importantes das células saudáveis do corpo humano. Isso pode contribuir para o desenvolvimento de várias doenças, como câncer e doenças cardiovasculares.
Assim como o betacaroteno, o licopeno é transportado no sangue humano por meio de lipoproteínas, principalmente a LDL. A principal função da LDL é fornecer colesterol para as células do corpo e, ao fazer isso, também fornece licopeno e betacaroteno. Os maiores níveis de licopeno e betacaroteno são encontrados no fígado (principal local de armazenamento). No tecido adiposo, a taxa de carotenóides é muito baixa. No entanto, devido à quantidade total de tecido adiposo no organismo, também pode ser importante meio de armazenamento. 
A melhor fonte de licopeno é o tomate. É alimento pouco calórico, com seus efeitos antioxidantes, fonte de fibras e bem utilizado na culinária pela sua cor, melhorando a aparência dos pratos. Bem aceito pela maioria das pessoas, o tomate é matéria prima para muitas preparações culinárias populares, podendo entrar em diversas refeições. Quanto maior a concentração de tomate em uma receita, maior o teor de licopeno e os benefícios por ele proporcionados. Este possui maior aproveitamento quando combinado a pequena quantidade de gordura, preferencialmente do tipo monoinsaturada, já que o licopena é solúvel em óleos e gorduras, mas não em água.
Encontra-se presente em alimentos como o tomate (média de 3,31 mg em 100 g) e o mamão (média de 3,39 mg em 100 r). A absorção do licopeno é maior quando o alimento em questão é cozido, pois o rompimento das paredes celulares facilita o contato deste com a mucosa intestinal, e quando se agrega outro alimento gorduroso, óleo ou azeite. O licopeno da melancia e do mamão é muito biodisponível (em torno de  60%), enquanto o do tomate cru está em 13%, contra 70% do mesmo quando cozido. Assim sendo, alimentos como extrato de tomate, massa de tomate o molho de tomate são ótimas fontes desse antioxidante valioso e relativamente barato.
Existem algumas evidências de que o consumo regular de licopeno diminua a probabilidade do indivíduo ter câncer de próstata e dos pulmões. De fato, estudos australianos em fase avançada estão demonstrando que o uso regular do licopeno reduz a incidência de alguns tumores viscerais.
Essas evidências reforçam a importância da ingestão habitual de alimentos ricos em licopeno, como tomate, mamão, goiaba, melancia, grapefruit e polpa de "melão-de-são-caetano" (Momordica charantia, Cucurbitaceae), desde que sejam isentos de produtos agrotóxicos.